# Brenda Joyce (auteur)
Pour les articles homonymes, voir Brenda Joyce et Joyce.
Brenda Joyce (née en 1963 à New-York, États-Unis) est une écrivaine américaine de romances. Elle est l'auteure d'une série de best-sellers classés sur la liste du New York Times.

## Biographie
Originaire de New York, Brenda Joyce commence à écrire à l'âge de seize ans. En 1988, elle présente ses trois premiers manuscrits à des éditeurs lors d'une convention. Publié dix jours plus tard, son premier roman, Innocent Fire, obtient un succès immédiat. Cette romance western est récompensée par le magazine de référence, Romantic Times. Au cours de sa carrière, elle reçoit également deux Lifetime Achievement Awards du même magazine.

## Œuvre

### Série Les secrets de Greystone Manor
1. Les amants ennemis, Harlequin, 2013 ((en) Seduction, 2012)Publié dans la collection Best Sellers
2. La promesse d'un autre jour, Harlequin, 2013 ((en) Persuasion, 2012)Publié dans la collection Best Sellers
3. La Comtesse amoureuse, Harlequin, 2014 ((en) Surrender, 2012)Publié dans la collection Best Sellers

### Série dynastie de Warenne

#### Moyen-Âge
- Le fier conquérant, J'ai lu, 1992 ((en) The Conqueror, 1990)
- (en) Promise of the Rose, 1993Inédit en France

#### Période élisabéthaine
- (en) The Game, 1994Inédit en France

#### Régence
- L'héritière de Rosewood, Harlequin, 2007 ((en) The Prize, 2004)Publié dans la collection Best Sellers
- L'inconnue du bal Harlequin, 2007 ((en) The Masquerade, 2005)Publié dans la collection Les Historiques n°380
- Une passion irlandaise Harlequin, 2008 ((en) The Stolen Bride, 2006)Publié dans la collection Best Sellers
- Lady Flibuste Harlequin, coll. « Best Sellers », 2009 ((en) A Lady At Last, 2006)réédité dans la coll. « Jade » sous le titre Lady Rebelle
- La tentation de Lady Blanche Harlequin, coll. « Best Sellers », 2009 ((en) The Perfect Bride, 2007)réédité dans la coll. « Jade »
- L'alliance scandaleuse Harlequin, 2010 ((en) A Dangerous Love, 2008)Publié dans la collection Best Sellers
- La maîtresse de Clarewood Harlequin, 2011 ((en) An Impossible Attraction, 2010)Publié dans la collection Best Sellers
- Le secret d'Elysse Harlequin, 2012 ((en) The Promise, 2010)Publié dans la collection Best Sellers

#### Contemporain
- La maison des rêves, Jean-Claude Lattès, 2005 ((en) House of Dreams, 2001)

### Saga des Bragg
- (en) Innocent Fire, 1988Inédit en France
- Tout feu, tout flamme, J'ai lu, 2001 ((en) Firestorm, 1988)Publié dans la collection Aventures et Passions
- (en) Violet Fire, 1989Inédit en France
- Des feux sombres, J'ai lu, 1993 ((en) Dark Fires, 1991)Publié dans la collection Aventures et Passions
- (en) Fires of Paradise, 1992Inédit en France
- (en) Scandalous Love, 1992Inédit en France

### Série Delanzas
- (en) Secrets, 1993Inédit en France
- (en) After Innocence, 1994Inédit en France
- (en) A Gift of Joy, 1995Inédit en France
- (en) Five Golden RingsInédit en France

### Série Francesca Cahill («Deadly»)
Aux États-Unis, ces romans ont été publiés sous le pseudonyme B.D. Joyce.
1. La note mystérieuse, J'ai lu, 2006 ((en) Deadly Love, 2001)
2. Un coupable gênant, J'ai lu, 2006 ((en) Deadly Pleasure, 2002)
3. Un cadavre sous la neige, J'ai lu, 2006 ((en) Deadly Affairs, 2002)
4. Une terrible menace, J'ai lu, 2007 ((en) Deadly Desire, 2002)
5. Caresse mortelle, J'ai lu, 2007 ((en) Deadly Caress, 2003)
6. Promesse fatale, J'ai lu, 2007 ((en) Deadly Promise, 2003)
7. Lundi mortel, J'ai lu ((en) Deadly Illusions, 2005)
8. Un suspect si proche, J'ai lu ((en) Deadly Kisses, 2006)
9. Au pied du mur, J'ai lu ((en) Deadly Vows, 2011)

### Série Saint Georges
- Tendre abandon, J'ai lu, 1997 ((en) Beyond Scandal, 1995)Publié dans la collection Aventures et Passions
- Le prince de Mayfair, J'ai lu, 2001 ((en) The Finer Things, 1997)Publié dans la collection Aventures et Passions

### Série Maîtres du temps
- (en) Dark Seduction, 2007Inédit en France
- (en) Dark Rival, 2007Inédit en France
- (en) Dark Embrace, 2008Inédit en France
- (en) Dark Victory, 2009Inédit en France

### Série Rose in the Storm
- Le loup des Highlands, 2020 (A rose in the storm, Harlequin, 2013)Publié dans la collection Victoria
- La rose et le highlander, 2019 (A sword upon the rose, Harlequin, 2014)Publié dans la collection Victoria

### Diverses romances historiques
- Candice la rebelle, J'ai lu, 1997 ((en) The Darkest Heart, 1989)Publié dans la collection Aventures et Passions
- Captive du temps, J'ai lu, 1997 ((en) Captive, 1996)Publié dans la collection Aventures et Passions
- La belle impertinente, J'ai lu, 2000 ((en) Splendor, 1997)Publié dans la collection Aventures et Passions
- (en) The Rival, 1998Inédit en France
- (en) A Rose in the Storm, 2013Inédit en France

### Diverses romances contemporaines
- (en) Lovers and Liars, 1989Inédit en France
- La vérité sur Kate Gallagher, Jean-Claude Lattès, 2002 ((en) The Third Heiress, 2000)
- (en) The Chase, 2003Inédit en France
- (en) Double Take, 2005Inédit en France

## Distinctions
- Prix de la meilleure romance western du magazine Romantic Times (alias RT Book Reviews) pour Innocent fire
- Lifetime Achievement Award du magazine Romantic Times